# Колташёв, Виктор Петрович
Виктор Петрович Колташёв (5 апреля 1925 — 6 августа 2012) — бригадир слесарей-монтажников Березниковского монтажного управления треста «Союзпроммонтаж» Министерства монтажных и специальных строительных работ СССР, Пермская область. Герой Социалистического Труда (26.07.1966).

## Биография
Родился 5 апреля 1925 года в деревне Колташи Режевского района Свердловского округа Уральской области, ныне — Режевского городского округа Свердловской области, в семье крестьянина. Русский.
После прохождения срочной военной службы в Советской Армии вернулся на родину и с 1947 года работал монтажником технологического оборудования в тресте «Уралхиммонтаж». Рабочую карьеру начинал в монтажной бригаде на реконструкции серно-кислотного производства на крупном медеплавильном комбинате Свердловской области. Монтировал оборудование на предприятиях Челябинской области, Башкирии, на Соликамском и Первом Березниковском калийных комбинатах, на титано-магниевом комбинате в Березниках Пермской области.
С начала 1963 года руководил бригадой слесарей-монтажников треста «Союзпроммонтаж», которая на Соликамском монтажном участке реконструировала старый древесно-подготовительный цех, устанавливала короткоотжимные прессы и корообдирочные барабаны в новом цехе. На целлюлозном комбинате его бригада ставила оборудование и трубопроводы варочного и очистного цехов. Бригадир постоянно совершенствовал технологию работ, применял прогрессивные методы монтажа оборудования и трубопровода.
Указом Президиума Верховного Совета СССР от 26 июля 1966 года за выдающиеся успехи, достигнутые в выполнении заданий семилетнего плана в капитальном строительстве, Колташёву Виктору Петровичу присвоено звание Героя Социалистического Труда с вручением ордена Ленина и золотой медали «Серп и Молот».
С 1973 года работал мастером монтажных работ. Его общий трудовой стаж работы в строительно-монтажных организациях до выхода на заслуженный отдых составил 45 лет.
С 1985 года — персональный пенсионер союзного значения. Проживал в городе Соликамске Пермской области (с 2005 года — края).
Скончался 6 августа 2012 года в городе Соликамск, Пермский край.

## Награды
- Золотая медаль «Серп и Молот» (26.07.1966)
- Орден Ленина (26.07.1966)
- Медаль «В ознаменование 100-летия со дня рождения Владимира Ильича Ленина» (6 апреля 1970)
- Медаль «Ветеран труда»
- Медаль «За трудовую доблесть»
- нагрудный знак «Отличник соцсоревнования Минмонтажспецстроя СССР».

## Память
- На могиле Героя установлен надгробный памятник.